# 賀田郵便局

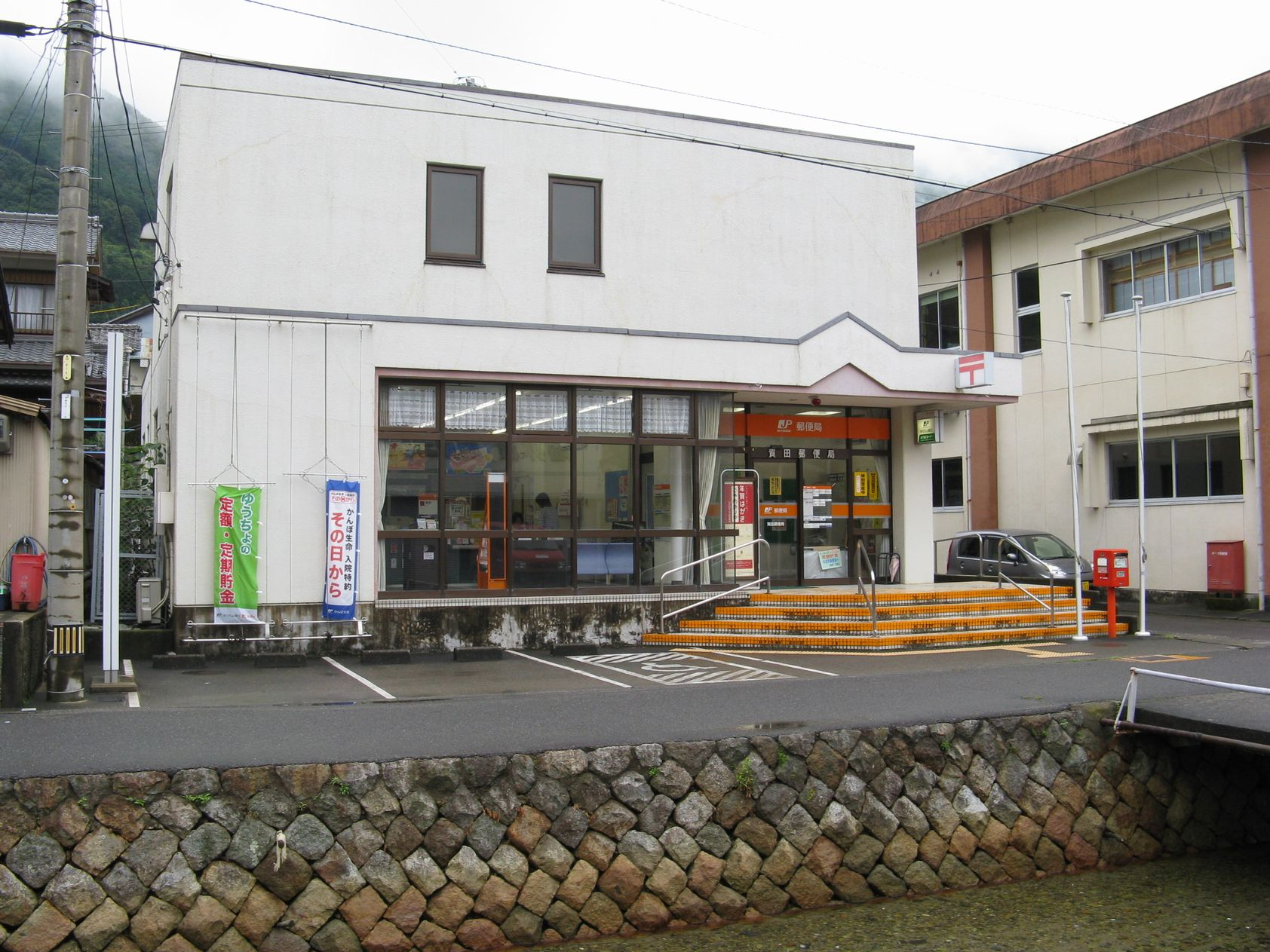
2009年9月29日の局舎

賀田郵便局（かたゆうびんきょく）は、三重県尾鷲市にある郵便局。民営化前の分類では無集配特定郵便局であった。

## 概要
住所：〒519-3921 三重県尾鷲市賀田町360-2
かつては集配郵便局であったが、2006年（平成18年）に集配業務を尾鷲郵便局へ移管し無集配郵便局となった。

## 沿革
- 1879年（明治12年）7月29日 - 賀田郵便局（五等）として開設[2]。
- 1885年（明治18年）10月1日 - 貯金取扱を開始。
- 1896年（明治29年）5月1日 - 為替取扱を開始[3]。
- 1905年（明治38年）12月18日 - 電信事務を開始[4]。
- 1912年（明治45年）3月16日 - 電話通話事務を開始[5]。
- 1929年（昭和4年）10月16日 - 電話交換業務を開始[6]。
- 1950年（昭和25年） - 現在地に木造局舎を新築[7]。
- 1975年（昭和50年）3月26日 - 電話交換および和文電報配達業務を賀田電報電話局に移管[8]。
- 1985年（昭和60年）8月10日 - 風景入通信日付印の使用を開始。
- 1989年（平成元年）4月24日 - 局舎を鉄筋コンクリート造りに改築、新局舎での営業開始[7][9]。
- 2006年（平成18年）10月1日 - 尾鷲郵便局へ集配業務を移管、無集配局となる[10]。
- 2007年（平成19年）10月1日 - 民営化。
- 2012年（平成24年）10月1日 - 日本郵便株式会社発足。

## 取扱内容
- 郵便、印紙、ゆうパック
- 貯金、為替、振替、振込、国債
- 生命保険、バイク自賠責保険
- ゆうちょ銀行ATM

## 周辺
- 尾鷲市立輪内中学校
- 尾鷲市立賀田小学校
- 古川

## アクセス
- JR紀勢本線 賀田駅から北へ500m（徒歩約5分）
- 尾鷲市ふれあいバスハラソ線 賀田停留所下車
- 国道311号沿い
- 駐車場あり：3台